# Shyko Amos
Shyko Amos (* 1990 in London) ist eine britische Schauspielerin. 
Ein Großelternpaar von Amos war aus Guyana ins Vereinigte Königreich eingewandert. Baronin Valerie Ann Amos ist eine Tante von Shyko Amos.
Mit 15 Jahren begann Amos ihre Laufbahn als Schauspielerin am National Youth Music Theater (NYMT). Sie erwarb einen Bachelor of Arts in Politikwissenschaft an der Queen Mary University of London und einen Master of Arts in Musiktheater an der Guildford School of Acting, University of Surrey. Zudem absolvierte sie das zweijährige Schauspielschulprogramm des William Esper Studio in Manhattan. Außerhalb des Vereinigten Königreichs stand sie schon auf Bühnen in Südafrika, Frankreich und den USA.
International bekannt wurde in der Rolle der Polizeibeamtin (Officer) Ruby Patterson in den Folgen 8.02 bis 9.08 der Fernsehserie Death in Paradise.

## Filmografie
- 2012: 3-C / Three-C (Kurzfilm)
- 2014: One Small Step for Melvin (Kurzfilm)
- 2016: Tell You Something (Kurzfilm)
- 2018: A Very English Scandal (1 Folge)
- 2019–2020: Death in Paradise (15 Folgen)